# سليمان سليمان
سليمان سليمان (بالسويدية: Suleyman Sleyman)‏ (28 ديسمبر 1979 بسودرتاليا في السويد - ) هو لاعب كرة قدم سويدي في مركز الدفاع. شارك مع منتخب السويد لكرة القدم. أما مع النوادي، فقد لعب مع نادي سيريانسكا ونادي هاماربي لكرة القدم وHammarby IF ‏.

## مسيرته الكروية
لعب سليمان سليمان خلال مسيرته الاحترافية مع ناديين في ثمانية عشر موسمًا وسجل خلالها 7 أهداف ضمن 279 مباراة. ولم يفز بأي موسم بالكأس وفاز في موسم واحد بالدوري.
خاض سليمان سليمان مسيرته مع نادي سيريانسكا في عامي 1996-1998 في المرة الأولى ولمدة موسمين ثم في موسم 2009 ليلعب معه خمسة مواسم، مشاركًا طوالها في 112 مباراة سجل خلالها 6 أهداف. ثم انتقل إلى نادي هاماربي لكرة القدم في موسم 1998 ليلعب معه أحد عشر موسمًا، حيث شارك في 167 مباراة سجل خلالها هدفًا واحدًا.

## وصلات خارجية
- سليمان سليمان على موقع اتحاد السويد (السويدية)
- سليمان سليمان على موقع قاعدة بيانات كرة القدم.إي يو (الإنجليزية)
- سليمان سليمان على موقع ناشيونال فوتبول تيمز (الإنجليزية)